# Bauer y Sigel
Bauer y Sigel é uma comuna da província de Santa Fé, na Argentina.